# Alphabet Inc.
Tập đoàn Alphabet (thường được gọi là Alphabet, hoặc gọi một cách không chính thức là Google) là một tập đoàn đa quốc gia của Mỹ được thành lập năm 2015 dưới danh nghĩa là công ty mẹ của Google và những công ty khác trước đây được sở hữu hay ràng buộc bởi Google. Công ty có trụ sở tại California và được dẫn dắt bởi đồng sáng lập của Google, Larry Page và Sergey Brin, với Page làm CEO và Brin làm Chủ tịch. Việc tổ chức lại Google thành Alphabet đã được hoàn thành vào ngày 2 tháng 10 năm 2015. Danh mục đầu tư của Alphabet bao gồm nhiều ngành công nghiệp, bao gồm cả công nghệ, khoa học đời sống, vốn đầu tư, và nghiên cứu.  Một vài công ty con bao gồm Google, Calico, GV, Google Capital, X, Google Fiber và Nest Labs. Một số công ty con của Alphabet đã đổi tên kể từ khi rời Google - Google Ventures trở thành GV, Google Life Sciences trở thành Verily và Google X trở thành X. Sau khi tái cơ cấu Page trở thành CEO của Alphabet trong khi Sundar Pichai thế vào vị trí của ông là CEO của Google. Các cổ phiếu chứng khoán của Google đã được chuyển đổi thành chứng khoán Alphabet, mà biểu tượng thương mại trước đây của Google là"GOOG" và "GOOGL".  
Việc thành lập Alphabet như một công ty mẹ Google được đưa ra sau khi giám đốc điều hành của công ty cảm thấy rằng Google nên cần "gọn gàng hơn và chuyên môn hơn". Alphabet cho phép kiểm soát tốt hơn các công ty có kinh doanh không cốt lõi, không liên quan đến sứ mệnh ban đầu của Google.

## Lịch sử
Vào ngày 10/8/2015, Google công bố những kế hoạch để tạo ra một công ty mới, Alphabet. CEO Google, Larry Page đã thông báo trên blog chính thức của Google. Alphabet đã được tạo ra để tái cấu trúc Google bằng cách chuyển các công ty con của Google sang Alphabet, từ đó thu hẹp phạm vi hoạt động của Google. Công ty mới này bao gồm Google, Nest Labs và Calico, cũng như các doanh nghiệp khác bao gồm X, Google Capital và GV. Giám đốc sản phẩm của Google lúc đó là Sundar Pichai trở thành CEO của Google, thay thế Larry Page.

Trong một thông báo, Page mô tả kế hoạch thành lập tập đoàn:
Alphabet chủ yếu là sự tập hợp các công ty. Lớn nhất trong số đó tất nhiên là Google. Đây mới hơn Google nhưng được rút gọn xuống, với các công ty con ở khá xa với lĩnh vực sản phẩm chính về internet sẽ được nằm trong Alphabet. [...] Về cơ bản, chúng tôi tin rằng việc này cho phép chúng tôi quản lý một cách cân bằng hơn, để chúng tôi có thể hoạt động những thứ không mấy liên quan một cách độc lập hơn.
Cũng như giải thích ý nghĩa cái tên của tập đoàn:
Chúng tôi thích tên Alphabet vì nó có nghĩa là một bộ sưu tập các chữ cái đại diện cho ngôn ngữ, một trong những sự đổi mới quan trọng nhất của nhân loại, và là cốt lõi của các mục lục của chúng tôi bằng Google Search như thế nào! Chúng tôi cũng thích nó vì nó có nghĩa là alpha-bet (Alpha là một sự đầu tư trên cả điểm chuẩn), thứ mà chúng tôi luôn phấn đấu !
Page nói động lực đằng sau việc tổ chức lại là làm Google " sạch sẽ hơn và trách nhiệm hơn ". "Page cũng đã nói anh ấy muốn cải thiện " sự minh bạch và giám sát được những gì chúng tôi đang làm ", và nó cho phép kiểm soát tốt hơn của các công ty không liên quan đến nhau.
Vào ngày 1/1/2016, Alphabet, vượt qua Apple, trở thành công ty có giá trị giao dịch lớn nhất thế giới  cho đến ngày 3/1/2016 khi Apple giành lại vị trí đó từ Alphabet.

## Trang web / Tên miền
Alphabet đã chọn tên miền abc.xyz với đuôi .xyz là tên miền cấp độ cao (top-level domain hay TLD), đuôi miền này vốn được ra mắt năm 2014. Alphabet không sở hữu tên miền alphabet.com,  vốn thuộc sở hữu của một bộ phận quản lý đội xe của BMW. BMW đã nói rằng "cần thiết để xem xét những tác động về mặt thương hiệu". Alphabet cũng không sở hữu tên miền abc.com, vốn thuộc sở hữu của đài ABC (American Broadcasting Company) trực thuộc tập đoàn Disney (mặc dù abc.com được chuyển hướng đến một tên miền phụ là go.com, qua đó hầu hết các trang web của Disney được lưu trữ).

## Cấu trúc

Cấu trúc của Alphabet

Công ty con lớn nhất của Alphabet là Google, nhưng Alphabet còn có các công ty con khác như Calio, GV, Google Capital, X, Google Fiber, Nest Labs, và Verily. Trong khi các công ty trước đây trực thuộc Google đã tách ra và trở thành công ty con của Alphabet, Google di chuyển công ty chủ thể của mạng lưới liên kết kinh doanh cùng với các sản phẩm trên Internet của Alphabet. Chúng bao gồm rất nhiều các sản phẩm và dịch vụ mang tính biểu tượng nhất với Google, chẳng hạn như hệ điều hành di động Android, YouTube và Google Search, chúng vẫn sẽ là một phần của Google và không bị trở thành một công ty con của Alphabet.

## Tăng trưởng
Eric Schmidt cho biết trong một sự kiện rằng có thể sẽ có hơn 26 công ty con của Alphabet. Anh ấy cũng nói rằng anh ấy đã gặp mặt CEO hiện tại và nêu ra đề xuất về các công ty con của Alphabet. Eric nói: "Bạn sẽ thấy rất nhiều điều thay đổi đó". Alphabet thường xuyên được xếp hạng nhất trong các bảng xếp hạng các thương hiệu giá trị nhất thế giới đứng trên Apple,Microsoft,Amazon,....Về giá trị thị trường công ty xếp thứ 2 sau Apple với giá tri đỉnh điểm là 692 tỷ đô thiết lập hồi tháng 5 năm 2017.

## Quá trình tái cấu trúc
Alphabet đã được tạo ra như là một công ty con được sở hữu trực tiếp bởi Google. Vai trò của hai công ty này - một là công ty mẹ và công ty còn lại là công ty con - sau đó đã được đảo ngược lại trong hai bước thay đổi. Đầu tiên, một công ty bù nhìn của Alphabet được tạo ra. Sau đó, Google sáp nhập với công ty bù nhìn đó trong khi chuyển đổi cổ phiếu của Google sang cổ phiếu Alphabet. Công ty con sau khi sáp nhập đó nhất, bây giờ không còn là bù nhìn nữa, đổi tên thành " Alphabet Inc ". Theo luật của bang Delaware, một công ty tổ chức lại như thế này có thể được thực hiện mà không cần có một cuộc bỏ phiếu của các cổ đông.
Quá trình tái cấu trúc đã hoàn thành vào ngày 2/10/2015. Alphabet giữ lại cổ phiếu của Google và tiếp tục trao đổi mậu dịch dưới mã giao dịch trước đây của Google là "GOOG" và "GOOGL'', cả hai mã này là các thành phần của các chỉ số thị trường chứng khoán chính như S&P 500 và NASDAQ-100.